# Герберт Брюннінг
Герберт Брюннінг (нім. Herbert Brünning; 13 вересня 1915, Гамбург — 23 січня 2005, Гаген) — німецький офіцер-підводник, капітан-лейтенант крігсмаріне.

## Біографія
5 квітня 1935 року вступив на флот. З червня 1939 року — торпедний офіцер на легкому крейсері «Емден», з січня 1941 року — на навчальному кораблі «Сілезія», з березня 1941 року — знову на легкому крейсері «Емден». В квітні-липні 1941 року пройшов курс підводника, з 27 липня по 15 вересня 1941 року — курс командир підводного човна, після чого був переданий в розпорядження 7-ї флотилії. З 28 вересня по 2 грудня 1941 року пройшов командирську практику на підводному човні U-98. З 8 грудня 1941 по 1 вересня 1942 року — командир U-137, з 1 жовтня 1942 по 5 липня 1944 року — U-642, на якому здійснив 4 походи (разом 185 днів у морі). 8 березня 1943 року потопив британський торговий пароплав Leadgate водотоннажністю 2125 тонн, який перевозив 2700 тонн борошна; всі 30 членів екіпажу загинули. 6 липня 1944 року переданий в розпорядження 29-ї флотилії. З 29 грудня 1944 по 3 травня 1945 року — командир U-3518. В травні був взятий в полон британськими військами. 15 серпня 1945 року звільнений.

## Звання
- Кандидат в офіцери (5 квітня 1935)
- Морський кадет (25 вересня 1935)
- Фенріх-цур-зее (1 липня 1936)
- Оберфенріх-цур-зее (1 січня 1938)
- Лейтенант-цур-зее (1 квітня 1938)
- Оберлейтенант-цур-зее (1 жовтня 1939)
- Капітан-лейтенант (1 вересня 1942)

## Нагороди
- Медаль «За вислугу років у Вермахті» 4-го класу (4 роки)
- Залізний хрест
  - 2-го класу (29 квітня 1940)
  - 1-го класу (9 квітня 1943)
- Нагрудний знак флоту (28 жовтня 1941)
- Нагрудний знак підводника (9 квітня 1943)